# Prameň Bystrica

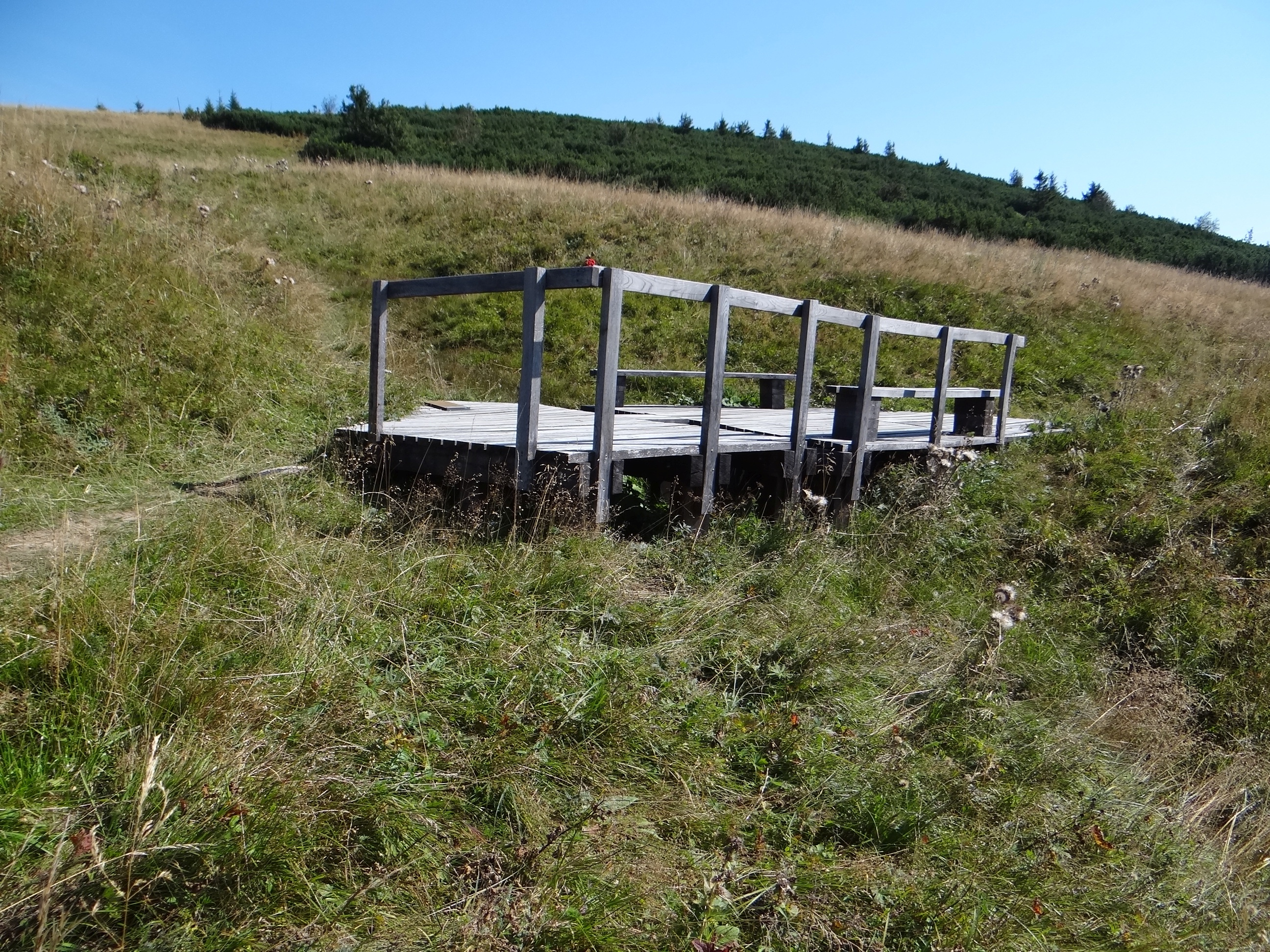
Pomost nad źródłem

Prameň Bystrica – źródło rzeki Bystrica w Wielkiej Fatrze na Słowacji. Znajduje się na wysokości około 1350 m na południowych zboczach grzbietu łączącego szczyty Kráľova skala (1377 m) i Malá Krížna. Cały grzbiet i okoliczne skały zbudowane są ze skał węglanowych, które z natury swojej są porowate i przepuszczają wodę w głąb. Z tego powodu w Wielkiej Fatrze rzadko występują źródła na dużej wysokości. Okolice Kráľovej skały są pod tym względem wyjątkowe. Występuje tutaj kilka źródeł obejmowanych wspólną nazwą Kráľova studňa.
Prameň Bystrica znajduje się na obszarze nadal wypasanej hali. Przez wypływający z niego strumyk wody prowadzi szlak turystyczny. Przejście przez niego obudowano drewnianym pomostem.

## Szlak turystyczny
odcinek: Turecká – Salašky – Ramžiná – Úplaz – Malá Krížna – Kráľova studňa, prameň. Odległość 8,8 km, suma podejść 802 m, suma zejść 85 m, czas przejścia 3:20 h